# Dagor Dagorath
Dagor Dagorath (la « Bataille des Batailles » ou la « Bataille finale » en sindarin) est un événement de l'œuvre de J. R. R. Tolkien. Il est inspiré par la légende nordique du Ragnarök.

## Histoire
Dans Le Silmarillion tel qu'il fut publié, la Quenta Silmarillion se termine avec le récit du voyage d'Eärendil le Marin, mais cette fin est une décision éditoriale de Christopher Tolkien. Le « Silmarillion » tel que Tolkien l'avait originellement pensé se finissait avec une prophétie de Mandos sur la Dagor Dagorath, souvent nommée « la Grande Fin ». Les seules mention à cette prophétie dans le Silmarillion publié se trouvent à la fin de l'Akallabêth, quand Ar-Pharazôn et ses guerriers qui avaient posé le pied en Aman sont enfouis et emprisonnés dans les Cavernes de l'Oubli jusqu'au « Jour du Jugement Dernier », ainsi que dans le troisième chapitre de la Quenta Silmarillion, lorseque sont listées les étoiles et constelations crées par Varda avant la venue des elfes, il est cité, entre autres « Menelmacar à la brillante ceinture, qui présage la Dernière Bataille attendue à la fin des jours ».
Selon la prophétie, décrite dans la Quenta Noldorinwa (écrite en 1930, publiée dans La Formation de la Terre du Milieu) et dans la Quenta Silmarillion de 1937 (publiée dans La Route perdue), Morgoth doit découvrir comment briser la Porte de la Nuit et détruira le Soleil et la Lune. Par amour pour ceux-ci, Eärendil revient du ciel et rencontre Tulkas, Eönwë et Túrin sur les plaines de Valinor. Tous les Peuples Libres de la Terre du Milieu participent alors à cette bataille finale : Elfes, Hommes et Nains alliés.
Là, les forces des Valar s'unissent contre Melkor. Tulkas lutte contre lui, mais c'est par la main de Túrin que Melkor doit être finalement tué, vengeant ainsi les enfants de Húrin et tous les Hommes. Ensuite, les Pelóri, montagnes encerclant Valinor, doivent être rasées, les trois Silmarils, perdus dans la Terre, la Mer et le Ciel, retrouvés, et l'esprit de Fëanor (revenu de Mandos) donnera les Silmarilli à Yavanna, qui les brisera et redonnera vie aux deux Arbres. Arda doit alors renaître : tous les Elfes s'éveilleront une nouvelle fois et les Puissances seront jeunes à nouveau. De plus, selon les légendes naines, les Nains aideront Aulë à recréer Arda dans toute sa gloire.
Après cela, une seconde Musique des Ainur doit avoir lieu et un nouveau monde doit être créé. Les Hommes chanteront aux côtés des Ainur. On ignore ce que deviendront les anciens peuples et on ignore ce que deviendra l'ancien monde dans le nouveau. Même les Ainur n'en savent rien. Ils savent cependant que la seconde Musique sera plus belle que la première.

## Critique et analyse
Christopher Tolkien rapproche le rôle que joue Túrin dans la Dagor Dagorath du rôle qui est donné à Sigurd dans la légende nordique du Ragnarök telle qu'évoquée dans La Légende de Sigurd et Gudrún.